# Gjemnessundbrua
Gjemnessundbrua je visutý silniční most přemosťující úžinu Gjemnessundet u vesnice Gjemnes v norském kraji Møre a Romsdal. Je jedním ze dvou mostů, které spojují ostrov Bergsøya s pevninou (druhým je pontonový Bergsøysundbrua).
Gjemnessundbrua byl postaven jako součást dopravního projektu Krifast spojujícího město Kristiansund s norskou pevninou a dokončen byl v roce 1992. S celkovou délkou 1257 m se po dokončení stal nejdelším visutým mostem v zemi a byl jím do roku 2013, než byl dokončen most Hardangerbrua. Celkově má most 21 polí, hlavní pole má délku 623 m. Mostovka se v nejvyšším bodě nachází 43 m nad hladinou úžiny. Výška pylonů je 108 m.
Most je často opravován kvůli poškození železobetonu mořskou vodou. Most je také častým útočištěm mořských ptáků, jejichž výkaly obsahují amoniak a soli poškozující betonovou konstrukci mostu. Aby bylo zabráněno poškozování mostní konstrukce, některé části jsou pokryty elastickou membránou, která chrání beton před výkaly.

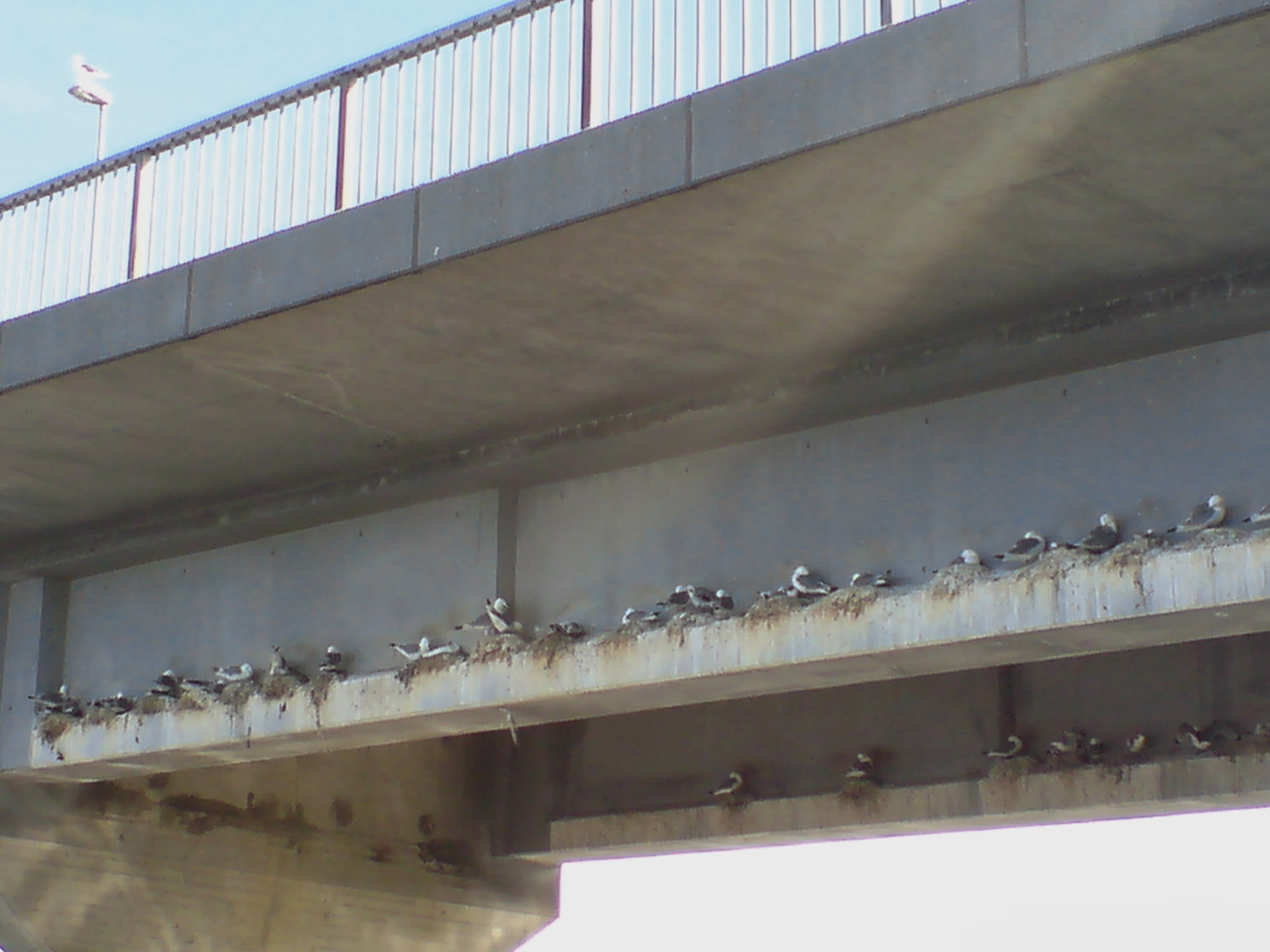
Kolonie racků tříprstých pod mostem